# Lintmill
Lintmill ist ein kleines Dorf, das direkt an der Ostgrenze der schottischen Council Area Moray zu Aberdeenshire gelegen ist. Lintmill liegt am Bach Cullen Burn etwa 1,5 Kilometer südlich von Cullen und neun Kilometer östlich von Buckie. Das Dorf ist über die etwa einen Kilometer nördlich verlaufende A98, die Fochabers mit Fraserburgh verbindet, an das Fernstraßennetz angeschlossen.
Ab 1825 war Lintmill Standort einer überregional bedeutenden Whiskybrennerei namens Tochineal. Diese wurde jedoch im Jahre 1871 zu Gunsten der Brennerei Inchgower in Buckie geschlossen.

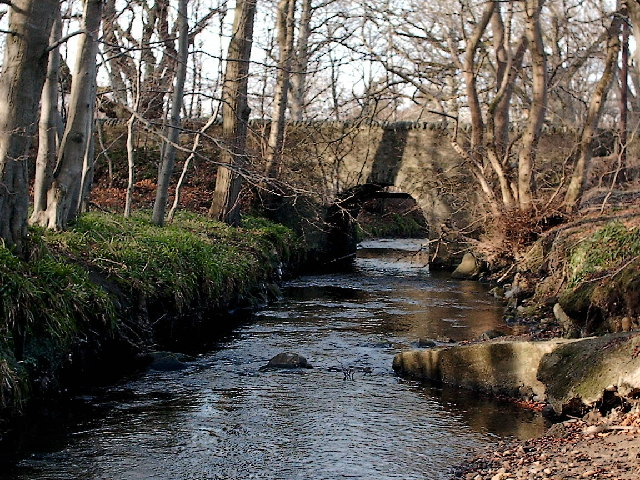
Cullen Burn bei Lintmill
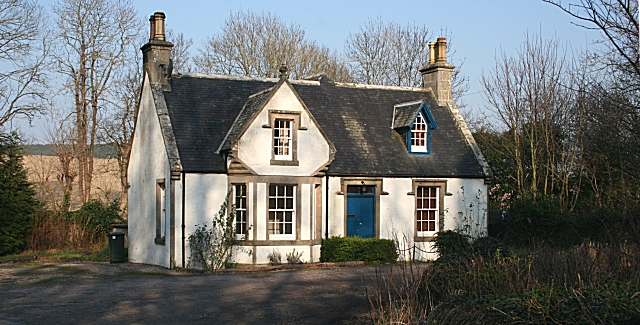
Lintmill Lodge